# 詹詠然
詹 詠然 (チャン・ユンジャン、英語表記：Yung-Jan Chan) またはラティシャ・チャン (Latisha Chan, 1989年8月17日 - ) は、台湾・台北市出身の女子プロテニス選手。マルチナ・ヒンギスとペアを組み、2017年全米オープン女子ダブルスで優勝した選手である。ベースライン・プレーヤーで、バックハンド・ストロークのダウン・ザ・ラインを最も得意にする。身長170cm、体重60kg。右利き、バックハンド・ストロークは両手打ち。これまでにWTAツアーでダブルス31勝を挙げる。自己最高ランキングはシングルス50位、ダブルス1位。日本では「チャン・ユンヤン」の表記も見られる。

## 来歴
6歳からテニスを始める。詹は10歳の時、1999年9月21日の台湾大地震で被災した経験を持つ。ジュニア時代、2004年の全豪オープンで中国の孫勝男とペアを組んで優勝したことがある。2004年8月にプロ入り。国際テニス連盟（ITF）主催のサテライト・サーキット（女子ツアー下部組織の大会群）で下積み生活を始めた初期の頃から、日本のトーナメントにも数多く参加してきた。2005年の全米オープンでシングルスの予選3試合を勝ち上がり、4大大会の本戦に初出場を果たす。この大会では、詹は本戦1回戦で第8シードのセリーナ・ウィリアムズに 1-6, 3-6 で敗れた。
2006年度の4大大会では、詹はウィンブルドンと全米オープンで予選会を通過した。この後、10月のジャパン・オープンでシングルスのベスト4に入り、ダブルスでは準優勝する。シングルスでは準々決勝で第2シードの杉山愛を 6-3, 6-4 で破ったが、続く準決勝で中村藍子に 6-7, 6-2, 4-6 で競り負けた。ダブルスでは荘佳容とのペアで出場し、準決勝で第1シードのビルヒニア・ルアノ・パスクアル&パオラ・スアレス組を破ったが、決勝でバニア・キング&エレナ・コスタニッチ組に敗れて準優勝になっている。

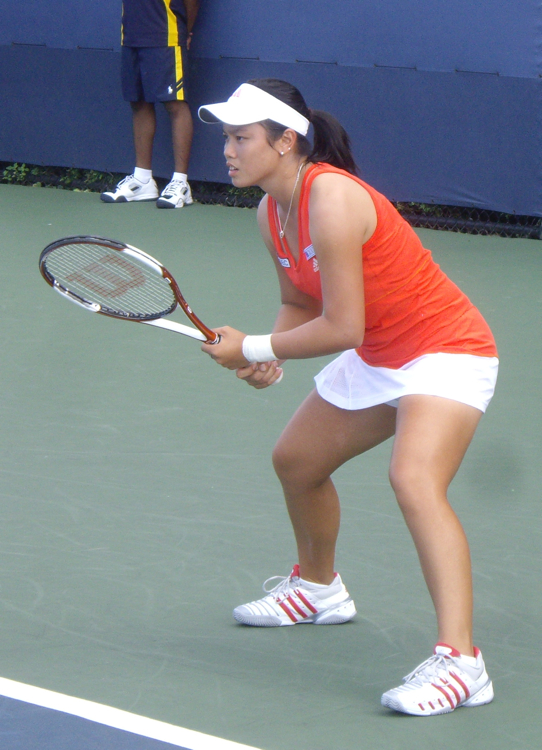
2007年全米オープンにて

詹詠然と荘佳容は、2007年全豪オープンの女子ダブルスで躍進した。詹はシングルスでは1回戦でアリシア・モリクに敗れたが、荘と組んだ女子ダブルス準決勝で前年度優勝の中国ペア、鄭潔&晏紫組を 6-3, 6-4 で破り、台湾出身のテニス選手として初の4大大会決勝戦に進出した。2人は決勝で第3シードのリーゼル・フーバー&カーラ・ブラックと対戦し、第2セットのタイブレークを奪う健闘を見せたが、結局 4-6, 7-6, 1-6 で敗れて準優勝になった。2人は2007年全米オープンでも女子ダブルス決勝に進んだが、ディナラ・サフィナ&ナタリー・ドシー組に 4-6, 2-6 で敗れ、ここでも優勝を逃した。
詹は2007年10月のバンコク大会でツアー初のシングルス決勝に進んだがフラビア・ペンネッタに 1–6, 3–6 で敗れている。4大大会のシングルス最高成績は2010年全米オープンと2011年全仏オープンの3回戦進出である。
2011年全豪オープンの混合ダブルスではポール・ハンリーとペアを組んで決勝に進出した。決勝ではダニエル・ネスター&カタリナ・スレボトニク組に 3–6, 6–3, [7–10] で敗れ準優勝となった。
詹詠然の妹の詹皓晴もプロテニス選手になり、2012年2月のパタヤ大会では2人で組んだダブルスで決勝に進出した。決勝ではサニア・ミルザ&アナスタシア・ロディオノワ組に 6–3, 1–6, [8–10] で敗れ準優勝となった。2013年シーズン開幕戦の深圳オープンでは決勝でイリナ・ブリャコク&バレリア・ソロビエワ組を 6–0, 7–5 で破りダブルスツアー10勝目を挙げた。
2017年全米オープンではマルチナ・ヒンギスと組み女子ダブルスの決勝でルーシー・ハラデツカ＆カテリナ・シニアコバ組を 6–3, 6–2 で破り初の4大大会ダブルスタイトルを獲得した。2017年10月23日付のランキングでヒンギスと並んでダブルス1位になった。

## WTAツアー決勝進出結果

### シングルス: 1回 (0勝1敗)
| 大会グレード          | 大会グレード                 |
| 2008年以前            | 2009年以後                   |
| --------------------- | ---------------------------- |
| グランドスラム (0–0)  |                              |
| WTAファイナルズ (0–0) |                              |
| ティア I (0–0)        | プレミア・マンダトリー (0-0) |
| ティア I (0–0)        | プレミア5 (0-0)              |
| ティア II (0–0)       | プレミア (0–0)               |
| ティア III (0–1)      | インターナショナル (0–0)     |
| ティア IV ＆ V (0–0)  | インターナショナル (0–0)     |

| 結果   | No. | 決勝日         | 大会     | サーフェス | 対戦相手             | スコア   |
| ------ | --- | -------------- | -------- | ---------- | -------------------- | -------- |
| 準優勝 | 1.  | 2007年10月14日 | バンコク | ハード     | フラビア・ペンネッタ | 1–6, 3–6 |

### ダブルス: 55回 (31勝24敗)
| 大会グレード          | 大会グレード                 |
| 2008年以前            | 2009年以後                   |
| --------------------- | ---------------------------- |
| グランドスラム (1–3)  |                              |
| WTAファイナルズ (0–0) |                              |
| ティア I (1-1)        | プレミア・マンダトリー (3-1) |
| ティア I (1-1)        | プレミア5 (5-1)              |
| ティア II (1-2)       | プレミア (4-8)               |
| ティア III (3-2)      | インターナショナル (11-4)    |
| ティア IV ＆ V (2-2)  | インターナショナル (11-4)    |

| 結果   | No. | 決勝日         | 大会                 | サーフェス | パートナー                 | 対戦相手                                                    | スコア                 |
| ------ | --- | -------------- | -------------------- | ---------- | -------------------------- | ----------------------------------------------------------- | ---------------------- |
| 優勝   | 1.  | 2005年10月2日  | ソウル               | ハード     | 荘佳容                     | ナタリー・グランディン ジル・クレイバス                     | 6–2, 6–4               |
| 準優勝 | 1.  | 2006年10月8日  | 東京                 | ハード     | 荘佳容                     | バニア・キング エレナ・コスタニッチ                         | 6–7(2), 7–5, 2–6       |
| 準優勝 | 2.  | 2007年1月27日  | 全豪オープン         | ハード     | 荘佳容                     | カーラ・ブラック リーゼル・フーバー                         | 4–6, 7–6(4), 1–6       |
| 準優勝 | 3.  | 2007年2月11日  | パタヤ               | ハード     | 荘佳容                     | ニコル・プラット マラ・サンタンジェロ                       | 4–6, 6–7(4)            |
| 優勝   | 2.  | 2007年2月18日  | バンガロール         | ハード     | 荘佳容                     | アーラ・クドゥリャフツェワ 謝淑薇                           | 6–7(4), 6–2, [11-9]    |
| 準優勝 | 4.  | 2007年3月18日  | インディアンウェルズ | ハード     | 荘佳容                     | リサ・レイモンド サマンサ・ストーサー                       | 3–6, 5–7               |
| 準優勝 | 5.  | 2007年5月26日  | イスタンブール       | クレー     | サニア・ミルザ             | アグニエシュカ・ラドワンスカ ウルシュラ・ラドワンスカ       | 1–6, 3–6               |
| 優勝   | 3.  | 2007年6月17日  | バーミンガム         | 芝         | 荘佳容                     | 孫甜甜 メイレン・ツー                                       | 7–6(3), 6–3            |
| 優勝   | 4.  | 2007年6月22日  | スヘルトーヘンボス   | 芝         | 荘佳容                     | アナベル・メディナ・ガリゲス ビルヒニア・ルアノ・パスクアル | 7–5, 6–2               |
| 準優勝 | 6.  | 2007年9月9日   | 全米オープン         | ハード     | 荘佳容                     | ナタリー・ドシー ディナラ・サフィナ                         | 4–6, 2–6               |
| 準優勝 | 7.  | 2007年10月7日  | シュトゥットガルト   | ハード     | ディナラ・サフィナ         | クベタ・ペシュケ レネ・スタブス                             | 7–6(5), 6–7(4), [2–10] |
| 優勝   | 5.  | 2008年2月10日  | パタヤ               | ハード     | 荘佳容                     | 謝淑薇 バニア・キング                                       | 6–4, 6–3               |
| 準優勝 | 8.  | 2008年3月9日   | バンガロール         | ハード     | 荘佳容                     | 彭帥 孫甜甜                                                 | 4–6, 7–5, [8–10]       |
| 優勝   | 6.  | 2008年5月18日  | ローマ               | クレー     | 荘佳容                     | イベタ・ベネソバ ヤネッテ・フサロバ                         | 7–6(5), 6–3            |
| 準優勝 | 9.  | 2008年5月24日  | ストラスブール       | クレー     | 荘佳容                     | 晏紫 タチアナ・ペレビニス                                   | 4–5, 7–6(3), [6–10]    |
| 優勝   | 7.  | 2008年7月27日  | ロサンゼルス         | ハード     | 荘佳容                     | ブラディミラ・ウーリロバ エバ・ハルディノバ                 | 2–6, 7–5, [10–4]       |
| 準優勝 | 10. | 2009年8月2日   | スタンフォード       | ハード     | モニカ・ニクレスク         | セリーナ・ウィリアムズ ビーナス・ウィリアムズ               | 4–6, 1–6               |
| 優勝   | 8.  | 2009年9月27日  | ソウル               | ハード     | アビゲイル・スピアーズ     | カーリー・ガリクソン ニコール・クリッツ                     | 6–3, 6–4               |
| 準優勝 | 11. | 2010年1月16日  | ホバート             | ハード     | モニカ・ニクレスク         | 荘佳容 クベタ・ペシュケ                                     | 6–3, 3–6, [7–10]       |
| 優勝   | 9.  | 2010年2月28日  | クアラルンプール     | ハード     | 鄭潔                       | アナスタシア・ロディオノワ アリーナ・ロディオノワ           | 6–7(4), 6–2, [10–7]    |
| 準優勝 | 12. | 2010年8月1日   | スタンフォード       | ハード     | 鄭潔                       | リンゼイ・ダベンポート リーゼル・フーバー                   | 5–7, 7–6(8), [8–10]    |
| 準優勝 | 13. | 2012年2月12日  | パタヤ               | ハード     | 詹皓晴                     | サニア・ミルザ アナスタシア・ロディオノワ                   | 6–3, 1–6, [8–10]       |
| 優勝   | 10. | 2013年1月5日   | 深圳                 | ハード     | 詹皓晴                     | イリナ・ブリャコク バレリア・ソロビエワ                     | 6–0, 7–5               |
| 準優勝 | 14. | 2014年4月6日   | チャールストン       | クレー     | 詹皓晴                     | アナベル・メディナ・ガリゲス ヤロスラワ・シュウェドワ       | 6–7(4), 2–6            |
| 準優勝 | 15. | 2014年4月20日  | クアラルンプール     | ハード     | 鄭賽賽                     | 詹皓晴 ティメア・バボシュ                                   | 3–6, 4–6               |
| 優勝   | 11. | 2014年6月21日  | イーストボーン       | 芝         | 詹皓晴                     | マルチナ・ヒンギス フラビア・ペンネッタ                     | 6-3, 5-7, [10-7]       |
| 準優勝 | 16. | 2015年1月30日  | 全豪オープン         | ハード     | 鄭潔                       | ルーシー・サファロバ ベサニー・マテック＝サンズ             | 4–6, 6–7(5)            |
| 優勝   | 12. | 2015年2月15日  | パタヤ               | ハード     | 詹皓晴                     | 青山修子 タマリネ・タナスガーン                             | 2–6, 6–4, [10–3]       |
| 準優勝 | 17. | 2015年6月27日  | イーストボーン       | 芝         | 鄭潔                       | キャロリン・ガルシア カタリナ・スレボトニク                 | 6–7(5), 2–6            |
| 優勝   | 13. | 2015年8月23日  | シンシナティ         | ハード     | 詹皓晴                     | ケーシー・デラクア ヤロスラワ・シュウェドワ                 | 6–4, 7–5               |
| 優勝   | 14. | 2015年9月19日  | 東京                 | ハード     | 詹皓晴                     | 土居美咲 奈良くるみ                                         | 6–1, 6–2               |
| 準優勝 | 18. | 2015年9月26日  | 東京                 | ハード     | 詹皓晴                     | ガルビネ・ムグルサ カルラ・スアレス・ナバロ                 | 5–7, 1–6               |
| 準優勝 | 19. | 2015年10月10日 | 北京                 | ハード     | 詹皓晴                     | マルチナ・ヒンギス サニア・ミルザ                           | 7–6(9), 1–6, [8–10]    |
| 優勝   | 15. | 2016年2月14日  | 高雄                 | ハード     | 詹皓晴                     | 穂積絵莉 加藤未唯                                           | 6–4, 6–3               |
| 優勝   | 16. | 2016年2月27日  | ドーハ               | ハード     | 詹皓晴                     | サラ・エラニ カルラ・スアレス・ナバロ                       | 6–3, 6–3               |
| 準優勝 | 20. | 2016年6月25日  | イーストボーン       | 芝         | 詹皓晴                     | ダリア・ユラク アナスタシア・ロディオノワ                   | 7–5, 6–7(4), [6–10]    |
| 優勝   | 17. | 2016年10月16日 | 香港                 | ハード     | 詹皓晴                     | ナオミ・ブローディ ヘザー・ワトソン                         | 6–3, 6–1               |
| 優勝   | 18. | 2017年2月5日   | 台北                 | ハード     | 詹皓晴                     | ルーシー・ハラデツカ カテリナ・シニアコバ                   | 6–4, 6–2               |
| 優勝   | 19. | 2017年3月18日  | インディアンウェルズ | ハード     | マルチナ・ヒンギス         | ルーシー・ハラデツカ カテリナ・シニアコバ                   | 7–6(4), 6–2            |
| 優勝   | 20. | 2017年5月13日  | マドリード           | クレー     | マルチナ・ヒンギス         | ティメア・バボシュ アンドレア・フラバーチコバ               | 6–4, 6–3               |
| 優勝   | 21. | 2017年5月21日  | ローマ               | クレー     | マルチナ・ヒンギス         | エカテリーナ・マカロワ エレーナ・ベスニナ                   | 7–5, 7–6(4)            |
| 準優勝 | 21. | 2017年5月27日  | ストラスブール       | クレー     | 詹皓晴                     | アシュリー・バーティ ケーシー・デラクア                     | 4–6, 2–6               |
| 優勝   | 22. | 2017年6月25日  | マヨルカ             | 芝         | マルチナ・ヒンギス         | アナスタシヤ・セバストワ エレナ・ヤンコビッチ               | 不戦勝                 |
| 優勝   | 23. | 2017年7月1日   | イーストボーン       | 芝         | マルチナ・ヒンギス         | アシュリー・バーティ ケーシー・デラクア                     | 6–3, 7–5               |
| 優勝   | 24. | 2017年8月19日  | シンシナティ         | ハード     | マルチナ・ヒンギス         | 謝淑薇 モニカ・ニクレスク                                   | 4–6, 6–4, [10–7]       |
| 優勝   | 25. | 2017年9月10日  | 全米オープン         | ハード     | マルチナ・ヒンギス         | ルーシー・ハラデツカ カテリナ・シニアコバ                   | 6–3, 6–2               |
| 優勝   | 26. | 2017年9月30日  | 武漢                 | ハード     | マルチナ・ヒンギス         | 青山修子 楊釗煊                                             | 7–6(5), 3–6, [10–4]    |
| 優勝   | 27. | 2017年10月8日  | 北京                 | ハード     | マルチナ・ヒンギス         | ティメア・バボシュ アンドレア・フラバーチコバ               | 6–1, 6–4               |
| 優勝   | 28. | 2017年10月15日 | 香港                 | ハード     | 詹皓晴                     | 逯佳境 王薔                                                 | 6–1, 6–1               |
| 準優勝 | 22. | 2018年1月12日  | シドニー             | ハード     | アンドレア・フラバーチコバ | ガブリエラ・ダブロウスキー 徐一幡                           | 3–6, 1–6               |
| 優勝   | 29. | 2018年8月5日   | サンノゼ             | ハード     | クベタ・ペシュケ           | リュドミラ・キチェノク ナディヤ・キチェノク                 | 6–4, 6–1               |
| 準優勝 | 23. | 2018年8月12日  | モントリオール       | ハード     | エカテリーナ・マカロワ     | アシュリー・バーティ デミ・シュールス                       | 6–4, 3–6, [8–10]       |
| 準優勝 | 24. | 2019年1月5日   | ブリスベン           | ハード     | 詹皓晴                     | ニコール・メリチャー クベタ・ペシュケ                       | 1–6, 1–6               |
| 優勝   | 30. | 2019年1月12日  | ホバート             | ハード     | 詹皓晴                     | キルステン・フリプケンス ヨハンナ・ラーション               | 6–3, 3–6, [10–6]       |
| 優勝   | 31. | 2019年2月16日  | ドーハ               | ハード     | 詹皓晴                     | デミ・スゥース アンナ＝レナ・グローネフェルト               | 6-1, 3-6, [10–6]       |

## 4大大会シングルス成績
略語の説明
| W | F | SF | QF | #R | RR | Q# | LQ | A | Z# | PO | G | S | B | NMS | P | NH |

W=優勝, F=準優勝, SF=ベスト4, QF=ベスト8, #R=#回戦敗退, RR=ラウンドロビン敗退, Q#=予選#回戦敗退, LQ=予選敗退, A=大会不参加, Z#=デビスカップ/BJKカップ地域ゾーン, PO=デビスカップ/BJKカッププレーオフ, G=オリンピック金メダル, S=オリンピック銀メダル, B=オリンピック銅メダル, NMS=マスターズシリーズから降格, P=開催延期, NH=開催なし.
| 大会           | 2005 | 2006 | 2007 | 2008 | 2010 | 2010 | 2011 | 2012 | 2013 | 2014 | 2015 | 通算成績 |
| -------------- | ---- | ---- | ---- | ---- | ---- | ---- | ---- | ---- | ---- | ---- | ---- | -------- |
| 全豪オープン   | A    | LQ   | 1R   | 1R   | 2R   | 1R   | LQ   | A    | 2R   | 1R   | LQ   | 2–6      |
| 全仏オープン   | A    | LQ   | 1R   | 1R   | A    | 1R   | 3R   | 2R   | A    | A    | LQ   | 3–5      |
| ウィンブルドン | A    | 1R   | 1R   | 1R   | 1R   | 2R   | LQ   | LQ   | A    | A    | A    | 1–5      |
| 全米オープン   | 1R   | 1R   | 1R   | 2R   | LQ   | 3R   | 1R   | LQ   | LQ   | 1R   | LQ   | 3–7      |